# Sahara Forest Project
Sahara Forest Project (Projekt saharského lesa) je projekt, který má za cíl poskytnout čistou vodu, potraviny a obnovitelnou energii a ekologické pracovní příležitosti ve vyprahlých oblastech Sahary a zaplnění pouštních oblastí vegetací. Iniciativu vede norský biolog Joakim Hauge ve spolupráci s některými norskými institucemi.

## Lokace
- Katar, od prosince 2012, pilotní projekt podepsaný v Dauhá
- Jordánsko, poblíž města Akaba, od června 2014
- Tunisko, od června 2016

## Realizace
Mezi postupy a technologie, které mají zalesnění dosáhnout, patří solární energie buďto přímo používající fotovoltaickou energii nebo nepřímo používající koncentrovanou sluneční energii a dřívější technologie pouštního zalesnění. Plán počítá s velkým množstvím mořské vody, která se vypaří, ale použitím míst pod hladinou moře budou eliminovány náklady na její čerpání. Tým stojící za projektem saharského lesa sestává z odborníků z firem jako Seawater Greenhouse Ltd, Exploration Architecture, Max Fordham Consulting Engineers a nadace Bellona. 
V tomto projektu je předsedou a členem představenstva Joakim Hauge (* 1973), norský biolog. Vystudoval biologii na univerzitě v Oslu na Středisku ekologické a evoluční syntézy a v minulosti mj. fungoval jako poradce projektů EU jako např. platforma technologií biopaliv.